# Ole Jensen (Zeichner)

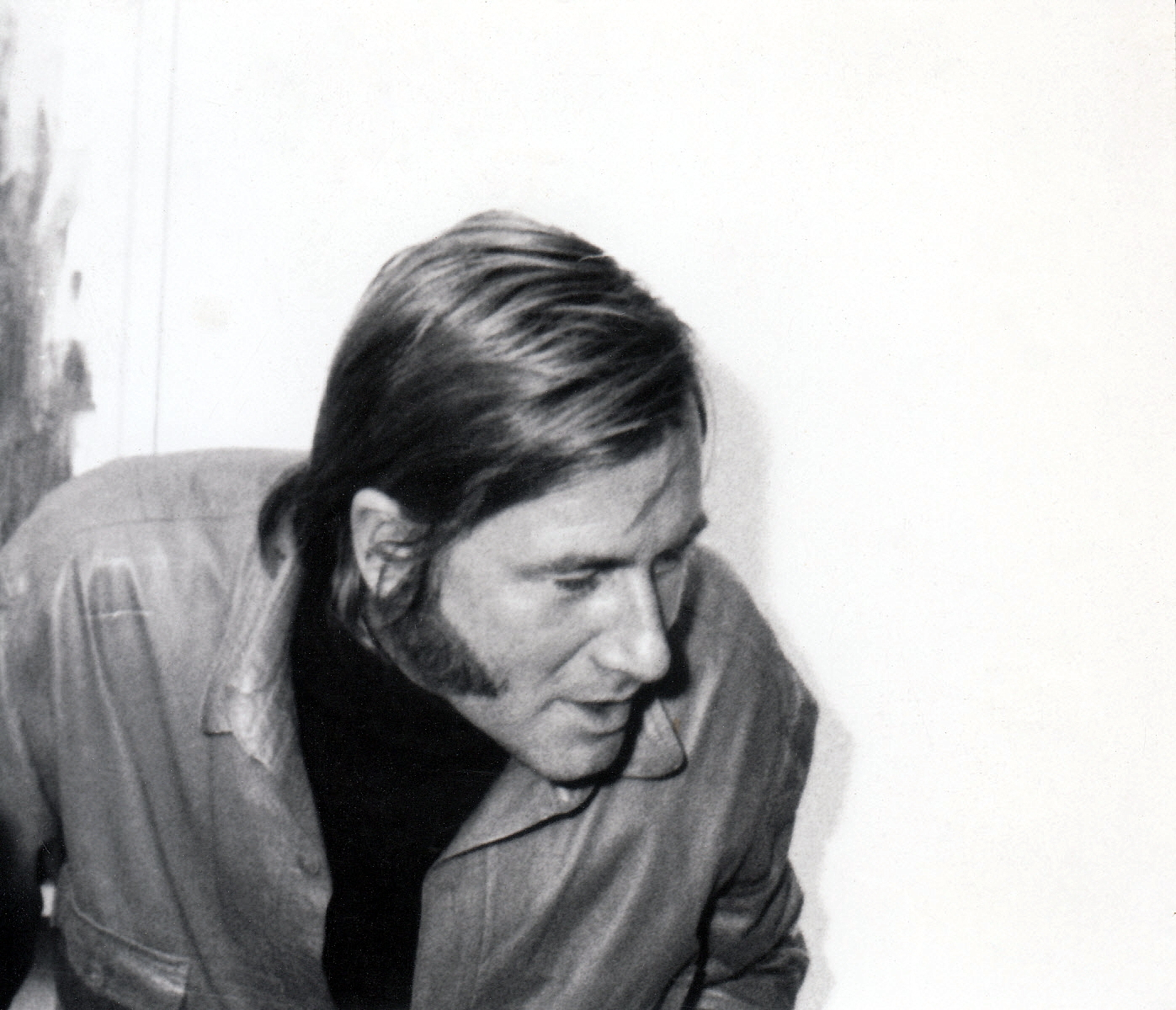
Ole Jensen

Ole Jensen, bürgerlich Hans Döpke, (* 9. Oktober 1924 in Berlin; † 20. Juli 1977 ebenda) war ein deutscher Zeichner und Karikaturist. Ebenso wie Oskar, Ane, Hans Joachim Stenzel und Arne Leihberg gehörte Jensen zur Generation der populären Nachkriegskarikaturisten der 1950er und 1960er Jahre in West-Berlin.

## Leben

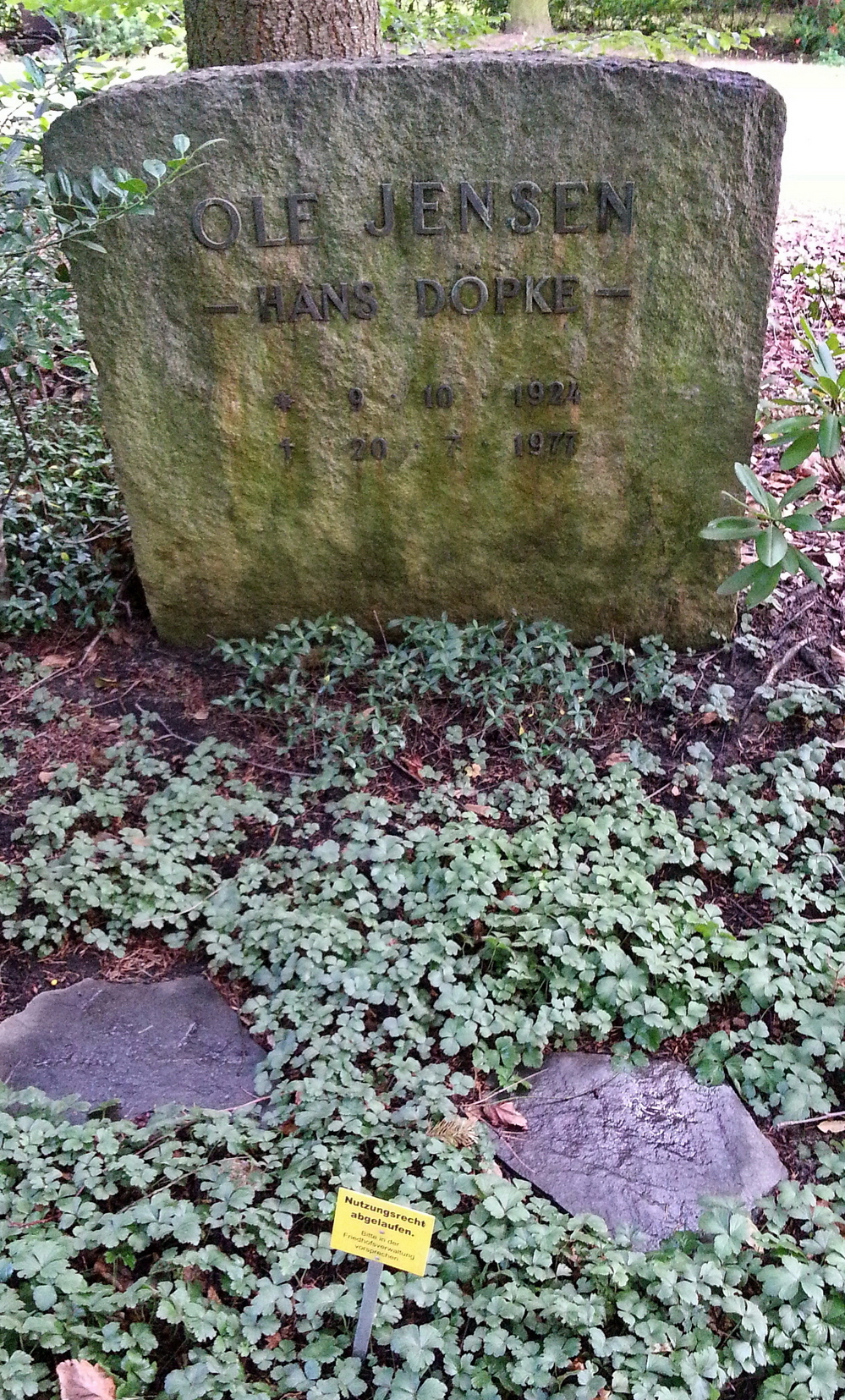
Grab von Ole Jensen auf dem Heidefriedhof in Berlin-Mariendorf

Jensen und seine jüngere Schwester wuchsen in einfachen Verhältnissen auf. Die Mittelschule verließ er ohne Abschluss. Im Zweiten Weltkrieg diente er bei der Marine in Wilhelmshaven. Er fügte sich selbst eine schwere Beinverletzung zu, um dem aktiven Kriegseinsatz zu entgehen. Die letzten Kriegstage verbrachte er im Lazarett. Er studierte Grafik an der Hochschule für Bildende Künste in Berlin, allerdings ohne die Ausbildung abzuschließen. Sein Talent zur Porträtgestaltung entwickelte er als Autodidakt. Er lebte Anfang der 1960er Jahre für einige Zeit mit seiner zweiten Frau, einer Bolivianerin, in Südamerika und New York, wo er sich um einen Vertrag als Zeichner bemühte. In New York wurde im Januar 1961 sein Sohn geboren. Aus der Ehe gingen noch drei Töchter hervor. Tochter Nora ist Schauspielerin. Jensen arbeitete unter anderem in der ZDF-Sendung Dalli Dalli von Hans Rosenthal sowie gelegentlich im Kabarett Die Stachelschweine.
Einer breiten Öffentlichkeit wurde er durch seine Auftritte in der Fernsehsendung Berliner Abendschau bekannt, in der er als Schnellzeichner zwischen 1964 und 1977 jeden Sonnabend den „Kopf der Woche“ zeichnete. Mehr als 250 Karikaturen von prominenten Persönlichkeiten erschienen auf diese Weise für die Abendschau. Seine Karikaturen erschienen regelmäßig in der Tagespresse. Der Abend nannte Ole Jensen den Berliner Kopfjäger mit dem Zeichenstift. Mit seinem Kollegen Hans Joachim Stenzel, der für die Berliner Morgenpost zeichnete, war er freundschaftlich verbunden. Aber anders als dieser arbeitete Jensen nie fest für eine Zeitung. Seine herausragende Begabung, in den Gesichtszügen der von ihm porträtierten Menschen ihre psychischen Eigenschaften zum Ausdruck zu bringen, verschaffte ihm große Anerkennung.
In den 1970er Jahren folgte eine kritischere Generation von Zeichnern, die sich auf komplexe politische und soziale Themen konzentrierte.

## Veröffentlichungen
- Kopf des Tages, Kopf der Woche, Köpfe der Zeit. Staneck Verlag, Berlin 1965.